# Лебедев, Сергей Фёдорович (учёный)
Лебедев, Сергей Фёдорович (12 сентября 1885, Ишим — 27 марта 1956, Казань) — инженер-механик и математик. Профессор, доктор технических наук, специалист в области прикладной механики и машиноведения. Заслуженный деятель науки и техники Татарской АССР (1953).

## Биография
Сергей Фёдорович Лебедев родился 12 сентября 1885 года в городе Ишиме. Его отец, Фёдор Парфентьевич, был учителем, мать Мария Васильевна, урождённая Соколова, — домохозяйка. В 1912 году окончил механический факультет Томского технологического института и получил диплом инженера-механика. В 1907 году арестовывался за участие в студенческих сходках. Ученик И. И. Бобарыкова.
С 1912 по 1920 год работал на различных инженерных должностях в Анжеро-Судженских угольных копях, на объединении «Сибуголь». В 1921 году перешёл преподавателем в Томский технологический институт, где работал по 1923 год. В 1923 году вслед за своим учителем И. И. Бобарыковым переезжает из Томска в Москву, преподает в Иваново-Вознесенском политехническом институте (по 1935 г.). В 1926 году Государственный учёный совет утвердил его в учёном звании профессора по прикладной механике, в 1927-м — профессором по сопротивлению материалов, в 1928-м — профессором по деталям машин.
С 1928 г. — профессор Московской горной академии, читал курс «детали машин».
С 1 апреля по 11 июля 1935 года находился под арестом в Москве, после чего был административно выселен в Казань как член Промпартии за «подрывную деятельность». В 1935-54 гг. заведующий кафедрой деталей машин Казанского авиационного института. Читал курсы прикладной механики, деталей машин и грузоподъёмных механизмов, создал лабораторию прикладной механики, кабинеты деталей машин и черчения.
В годы Великой Отечественной войны весомую помощь оборонной промышленности оказал коллектив возглавляемой им кафедры, учёные которой занимались расчётами ходовых частей и трансмиссий танков.
Неоднократно пытался вернуться на работу в Москву, где проживали две его дочери, но каждый раз получал отказ.
Скончался 27 марта 1956 года в Казани. Похоронен в Москве, на 23 участке Введенского кладбища.

## Научная и педагогическая деятельность
Автор более 45 работ; значительная их часть — учебники и монографии. Его труды охватывают все основные области машиностроения, сопротивления материалов, теории упругости деталей машин и грузоподъёмных механизмов, колеблющихся систем и масс и др.
С. Ф. Лебедевым разрешён ряд теоретических вопросов математики, в основном это задачи алгебры по решению систем уравнений высших степеней. Некоторые его работы в этой области получили одобрение крупнейшего алгебраиста, члена-корреспондента АН СССР Н. Г. Чеботарёва. Высокую оценку работам Лебедева по сопротивлению материалов дали профессор Мичиганского и Стэнфордского университетов С. П. Тимошенко, член-корреспондент АН СССР И. М. Рабинович. Академик Л. С. Лейбензон отмечал:
«Я считаю, что Сергей Фёдорович Лебедев является одним из наиболее выдающихся теоретиков в области технической механики, который своими работами давно уже получил право на учёную степень доктора технических наук и который в дальнейшем окажет практической механике ценные услуги».
Свободно владел немецким, французским, английским, греческим и итальянским языками. В педагогике много внимания он уделял созданию экспериментальных баз — лабораторий, оснащённых современным оборудованием, в том числе приборами его конструкции. Много занимался со студентами в лаборатории проектирования, любил говорить: «Без проекта нет инженера».

## Избранные труды
- Лебедев С. Ф. Кинематика ткацкого станка / Инж.-мех. С. Ф. Лебедев. — Иваново-Вознесенск : Основа, 1925.
- Лебедев С. Ф. К теории сдвига и кручения / Инж.-мех. С. Ф. Лебедев. — Иваново-Вознесенск : Основа, 1926.
- Бобарыков И. И., Лебедев С. Ф. Сборник задач по сопротивлению материалов (с решениями) / Проф. И. И. Бобарыков и инж.-мех. С. Ф. Лебедев. — Иваново-Вознесенск : Типолит. Студен. изд-ва Губбюро-пролетстуда, 1926.
- Лебедев С. Ф. Сопротивление материалов II-ое : Лекции Текстильного отделения И.-В. П.И. для 2 семестра 1924-25 уч. г. : Записки составлены студ. Текст. отд. К. А. Ивановым при участии Б. А. Всегодического и Н. В. Волкова / Проф. С. Ф. Лебедев; Просмотр. С. Ф. Лебедевым. — Иваново-Вознесенск : студенческое изд-во Губбюро Пролетстуда, 1927
- Лебедев С. Ф. Динамика ткацкого станка : (В тексте 31 черт.) / инж.-мех. С. Ф. Лебедев проф. Моск. им. М. В. Ломоносова и Ив.-Вознесенск. политехнич. им. М. В. Фрунзе ин-тов. — Иваново-Вознесенск : «Основа», 1929
- Лебедев С. Ф. Краткие указания и формулы для расчета деталей машин : Применительно к курсу деталей машин И. И. Бобарыкова / проф. Лебедев, С. Ф. — Ленинград : изд-во Кубуч, 1931
- Лебедев С. Ф. Теорема реакций и расчет многопролетных прямых и ломаных стержней. — Казань : Б. и., 1941.
- Лебедев С. Ф. Метод решения технических задач на крутильные колебания. — Казань : Б. и., 1946.

## Признание
За научную и общественно-педагогическую деятельность награждён орденами Трудового Красного Знамени и «Знак Почёта», медалью «За доблестный труд в годы Великой Отечественной войны 1941—1945 гг.», удостоен почетного звания «Заслуженный деятель науки и техники ТАССР».
На главном корпусе Казанского авиационного института в 1985 году к 100-летию со дня рождения учёного была установлена мемориальная доска.